# ريد جرانج
وُلِدَهارولد إدوارد «ريد» جرانج المُلقب «بالشبح الراكض» في 13 يونيو عام 1903، وتوفي في 28 يناير عام 1991. كان ريد جرانج لاعبًا في صفوف فريق الجامعة، بالإضافة إلى كونه لاعب كرة قدم أمريكي محترفًا في مركز ظهير الوسط، لَعِبَ جرانج في صفوف فريق كلٍ من جامعة إلينوي وشيكاغو بيرز كما لَعِبَ في صفوف فريق نيويورك يانكيز الذي لم يستمر لفترة طويلة. أضفى انضمامه لفريق شيكاغو بيرز شرعية على دوري كرة القدم الأمريكية. احتل جرانج مكانًا ليس فقط في الجامعة بل أيضًا في ساحة مشاهير كرة القدم بشكل عام. وفي عام 1924 حصل جرانج على جائزة السيلفر فوتبول، وهي الجائزة التي تمنحها جريدة شيكاغو تريبيون بناءً على ترشيح أكبر عشرة مدربين في البيج تن كونفرنس. وفي عام 2008 نال جرانج لقب أفضل لاعب كرة قدم شارك ضمن فرق الجامعات على مر السنين وذلك من خلال استطلاع أجرته شبكة التلفزيون الأمريكية إي إس بي إن (Entertainment and Sports Programming Network))، كما نال عام 2011 لقب ذا جريتست بيج تن أيكون الذي تمنحه شبكة البيج تن.

## فترة الطفولة
وُلِدَ جرانج في فوركسفيل بولاية بنسلفانيا، وكان هو الطفل الثالث للأبوين سادي وليل جرانج. كان والده مسئولاً عن ثلاثة معسكرات لقطع الأخشاب ونشرها، وفي سن الخامسة توفيت والدته وانتقل مع والده وأسرته إلى مقاطعة ويتون بولاية إلينوي حيث استقر الأخوة الأربعة. عقب وصولهم إلى مقاطعة ويتون عكف والدهم على العمل الجاد حتى أصبح رئيسًا للشرطة. حصل جرانج ست عشرة مرة أثناء دراسته في مدرسة ويتون الثانوية على جائزة فارسيتي ليترز (varsity letters) لتفوقه في أربع رياضات (كرة القدم والبيسبول وكرة السلة والعدو)، كما سجل خلال الأربع سنوات التي قضاها بالمدرسة 75 هدفًا عن طريق الاندفاع بالكرة نحو منطقة الخصم و532 نقطة لفريق كرة القدم. وسجل جرانج في عامه الثالث بالمدرسة الثانوية ستة وثلاثين هدفًا عن طريق لمس الكرة لأرض الخصم، كما حال دون هزيمة فريق مدرسة ويتون الثانوية طوال ذلك الموسم. وفي عامه الأخير بالمدرسة فاز فريقه في جميع المباريات التي خاضها عدا مباراة واحدة خسرها 0-39 من فريق مدرسة سكوت الثانوية في مدينة توليدو بولاية أوهايو. ظل جرانج عقب الهزيمة في هذه المباراة فاقدًا للوعي لمدة يومين وعندما استرد وعيه كان يعاني من صعوبة في النطق، بالإضافة إلي النجاح الباهر الذي حققه في لعبة كرة القدم حرص جرانج على المشاركة في مسابقات الجري وألعاب القوى التي تقيمها الولاية. وفي عام 1920 كان جرانج هو بطل الولاية في الوثب العالي بينما حصل على المركز الثالث في سباق المائة ياردة والمركز الرابع في سباق الـ 220 ياردة على التوالي. فاز جرانج عام 1921 بلقب الولاية في كل من الوثب الطويل وسباق المائة ياردة، وفي ختام تلك المرحلة حصل في عام 1922 على المركز الثالث في سباق المائة ياردة كما فاز بسباق الـ 220 ياردة.
ولكي يساعد أسرته على كسب المال حصل على وظيفة مؤقتة يقوم فيها بحمل الجليد في مقابل حصوله على مبلغ 37.50 دولارًا أسبوعيًا، زادت هذه الوظيفة من قوته الجسدية، كما كانت سببًا في معرفته أحيانًا بلقب «رجل الجليد» أو «ذا ويتون آيس مان».

## فريق الجامعة لكرة القدم
التحق جرانج بجامعة إلينوي عقب تخرجه من المدرسة الثانوية، حيث تم قبوله في منظمة زيتا بسي الاجتماعية. وفي بادئ الأمر عقد نيته على أن ينافس فقط في لعبتي كرة السلة والعدو ولكنه غير رأيه بمجرد التحاقه بالجامعة. أحرز جرانج ثلاثة أهداف عن طريق لمس الكرة لأرض الخصم في أول مواجهة بين فريقي جامعة إلينوي لكرة القدم وجامعة نبراسكا. كما شارك في سبع مباريات وهو في عامه الجامعي الثاني، ركض خلالها مسافة 723 ياردة وأحرز اثنتي عشرة نقطة عن طريق لمس الكرة لأرض الخصم، ولم يكن جرانج سببًا فقط في عدم هزيمة فريق إلينوي طوال الموسم بل أيضًا في فوزه بالبطولة الوطنية لـمؤسسة هيلمز الرياضية عام 1923.
حظي جرانج بشهرة وطنية نتيجةً لأدائه الرائع في المباراة التي أُقيمت في 18 أكتوبر عام 1924 بين فريقي جامعة إلينوي وميشيجان. كانت هذه المباراة بمثابة افتتاح عظيم لـاستاد ميموريال الذي تم بناؤه كنصب تذكاري لطلبة وخريجي جامعة إلينوي الذين خدموا في الحرب العالمية الأولى. وفي ركلة البداية قطع جرانج مسافة خمس وتسعين ياردة ليحرز هدفًا عن طريق لمس الكرة لأرض الخصم، كما أحرز ثلاثة أهداف أخرى بنفس الطريقة عندما ركض لمسافات تصل إلى 67 و56 و44 ياردة في الاثنتي عشرة دقيقة الأولى. جاءت الأهداف الأربعة التي أحرزها جرانج عن طريق لمس الكرة لأرض الخصم في الربع ساعة الأولى من عمر المباراة مساوية لعدد الأهداف التي أحرزها فريق ميشيجان بنفس الطريقة في الموسمين السابقين. بعد خروجه في الربع ساعة الثانية عاد جرانج مرة أخرى في الشوط الثاني ليجري مسافة إحدى عشرة ياردة محرزًا الهدف الخامس بنفس الطريقة السابقة، كما أحرز الهدف السادس لفريقه عن طريق تمرير الكرة لمسافة عشرين ياردة، جاء فوز فريق جامعة إلينوي على منافسه ميشيجان بنتيجة 14-39 ليضع نهايةً للمباريات العشرين المتتالية التي خاضها فريق ميشيجان دون هزيمة. قطع جرانج خلال هذه المباراة 402 ياردة منها 212 عن طريق الركض بالكرة، و64 بواسطة تمرير الكرة، و126 من خلال ركلة البداية.
أوحت هذه المباراة لـجرانتلاند رايس كتابة الوصف الشعري الآتي:

هو شعاع من النار، ونفس من اللهب

هو المراوغ لكل من حاول السيطرة على الكرة؛

هو الشبح الرمادي الذي يُدفع به في المباريات

هو من لا تستطيع أيدي المنافسين الوصول إليه؛

هو الروح المنطلقة التي تجول في كل أنحاء الملعب

الوجهة التي يقصدها دومًا هي المرمى- ريد جرانج لاعب فريق جامعة إلينوي!

ومع ذلك كان من أطلق على ريد جرانج لقب «الشبح الراكض» هو الكاتب الرياضي الذي ينتمي لـولاية شيكاغو وارين براون. سُئِل جرانج في حوار أُجري معه عام 1974، «هل كان جرانتلاند رايس هو من أطلق عليك لقب الشبح الراكض؟» فأجاب قائلاً، «لا، بل كان وارين براون هو أول من فعل ذلك، وهو كاتب رياضي كبير في  جريدة شيكاغو الأمريكية في تلك الأيام.»
وفي عامه الجامعي الأخير، قلب جرانج النتيجة إلى 2-24 في جامعة بنسلفانيا، حيث اندفع بمهارة عالية لمسافة 237 ياردة عبر الوحل العميق وأحرز ثلاثة أهداف عن طريق لمس الكرة لأرض الخصم. تم التعاقد معلورانس ستولينجز مراسل الحرب الشهير الذي شارك في كتابة عمل ما ثمن الشهرة؟ لتغطية أحداث المباراة من قِبَل جريدة نيويورك ورلد. إبان تحقيق جرانج لمسافة 363 ياردة عقَّب ستولينجز قائلاً، «تفوق هذه القصة قدراتي، ولا يمكنني كتابتها.» كان جارلاند الأخ الصغير لجرانج هو من تبع خطاه في لعب كرة القدم بجامعة إلينوي.
ركض جرانج خلال المباريات العشرين التي خاضها ضمن صفوف فريق الجامعة لكرة القدم مسافة تصل إلى 3,362 ياردة، واستحوذ على أربع عشرة تمريرة لمسافة 253 ياردة، كما أنهى 40 تمريرة من أصل 82 لمسافة 575 ياردة. كان من ضمن الأهداف الواحد والثلاثين التي أحرزها جرانج عن طريق لمس الكرة لأرض الخصم ستة عشر هدفًا من مسافة عشرين ياردة على الأقل، بينما كانت تسعة من هذه الأهداف من مسافة تصل لأكثر من خمسين ياردة. كان جرانج يحرز هدفًا على الأقل بواسطة لمس الكرة لأرض الخصم في كل مباراة يخوضها، ولكن ذلك لم يمنع فريقه من الهزيمة عام 1925 أمام فريق نبراسكا. نال جرانج شرف الانضمام للفريق الشرفي كل أمريكا (All-America) على مر ثلاث سنوات متتالية، كما ظهرت صورته في الخامس من شهر أكتوبر لعام 1925 على غلاف التايم.
وفي عام 1925 اعتزل جرانج صاحب الرقم 77 اللعب في فريق جامعة إلينوي. وكان رقم 50 هو الرقم الآخر الوحيد الذي اعتزل اللعب في تاريخ فريق جامعة إلينوي لكرة القدم، كان ديك بوتكس هو صاحب هذا الرقم، وانضم هو الآخر لفريق شيكاغو بيرز.

## مشواره الكروي في دوري كرة القدم الأمريكية
انضم جرانج لـدوري كرة القدم الأمريكية (NFL) عندما تعاقد مع فريق شيكاغو بيرز في اليوم التالي لآخر مباراة له ضمن صفوف فريق الجامعة، حيث وافق مدير الفريق جورج هالز على العقد الذي نص على خوض تسع عشرة مباراة في أماكن مختلفة في مقابل حصول جرانج على راتب وجزء من إيرادات شباك التذاكر تم تقديرهما بمبلغ 100,000 دولار، وذلك في وقت كانت فيه الرواتب المتعارف عليها في أي دوري أقل من 100 دولار للمباراة الواحدة. كانت الشرعية التي يحظى بها كل من فريق بيرز المحترف ودوري كرة القدم الأمريكية في الولايات المتحدة هي السبب في نجاح تلك الجولة التي استغرقت ستة وسبعين يومًا.
وفي 6 ديسمبر 1925 تراوح عدد الجماهير التي توافدت على استاد بولو جراوندز ما بين 65,000 و73,000 لتشاهد جرانج وهو يسعى لتحقيق الفوز مع فريقه أمام فريق نيويورك جاينتس الرائع. أحرز جرانج هدفًا عن طريق لمس الكرة لأرض الخصم من على مسافة 35 ياردة ليفوز فريق البيرز بنتيجة 7-19. ركض جرانج في الإحدى عشرة هجمة التي شنها على مرمى الفريق المنافس مسافة خمس وثلاثين ياردة، واستحوذ على تمريرة لينطلق بها مسافة ثلاث وعشرين ياردة، كما أنهى تمريرتين من أصل ثلاث لمسافة اثنتي عشرة ياردة. وفي عامه الأول مع فريق شيكاغو بيرز، وأثناء مشاركته في المباريات الخمس الرسمية التي خاضها فريقه في دوري كرة القدم الأمريكية. قطع جرانج مسافة تصل على الأقل لـ401 ياردة وسجل ثلاثة أهداف عن طريق لمس الكرة لأرض الخصم.
غادر جرانج صفوف فريق البيرز إثر الخلاف الذي نشب بينهم ليعقد دوريه الخاص، دوري جرانج الأمريكي لكرة القدم، الذي يمكن من خلاله خوض غمار المنافسة مع دوري كرة القدم الأمريكية (NFL). استمر هذا الدوري لعامٍ واحدٍ فقط، حيث انضم فريق الـ نيويورك يانكيز الذي لَعِبَ جرانج ضمن صفوفه بعد انقضاء هذا العام إلى دوري كرة القدم الأمريكية (NFL). تعرض جرانج أثناء المباراة التي جمعت فريقي اليانكيز والبيرز عام 1927 لإصابة خطيرة في الركبة.أثرت تلك الإصابة بدورها على مستوى سرعته وعلى قدرته المعهودة في الركض. بعد غيابه عن الملاعب عام 1928 عاد جرانج مرة أخرى لصفوف فريق البيرز حيث ظهر في موسم 1934 كعداء قوي ومدافع ماهر.
اللحظتان الفارقتان في أعوام جرانج الأخيرة في دوري كرة القدم الأمريكية تمثلتا في حصول فريقه على بطولتين متتاليتين. ففي بطولة 1932 غير الرسمية، أحرز جرانج هدف الفوز عقب تمريرة رائعة من برونكو نجاروسكي (Bronko Nagurski). بينما أحرز في بطولة 1933 هدفًا عن طريق لمس الكرة لأرض الخصم. ساعد هذا الهدف في الحد من خطورة الفريق الخصم كما مكّن فريق البيرز من الفوز بالمباراة وحصد لقب البطولة.

## مشواره المهني في هوليوود
أدرك سي سي بيل المدير الفني لجرانج أنه استطاع جذب أنظار كل من رواد السينما والمشجعين الرياضيين لكونه أعظم لاعب كرة قدم في عصره. وفي أوج شهرته كلاعب كرة قدم محترف لعب جرانج دور البطولة في فيلمين صامتين وهما: دقيقة واحدة من أجل اللعب (One Minute to Play) (1926) وروميو العداء (Racing Romeo) (1927). كما لعب أيضًا دور البطولة في المسلسل التليفزيوني الشبح الراكض المكون من اثني عشر جزءًا في عام 1931.

## أواخر حياته

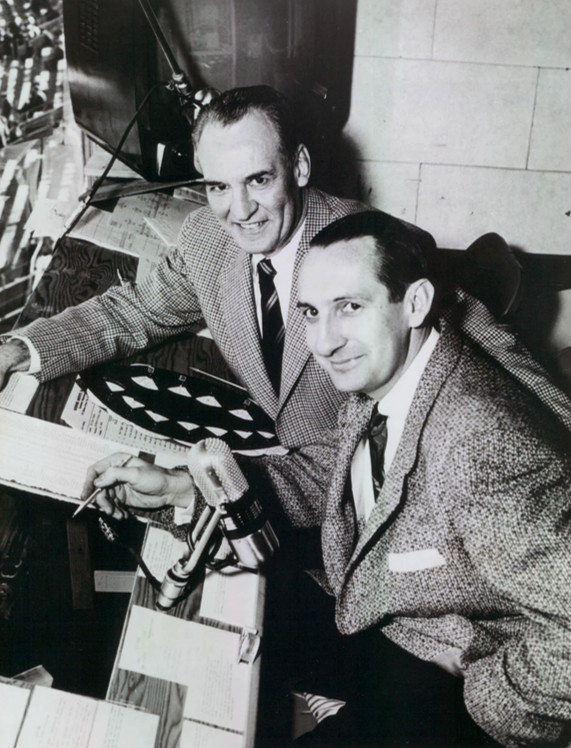
صورة لجرانج مع شريكه المذيع ليندسي نيلسون أثناء تغطيتهما لمباراة الأسبوع التابعة للرابطة الوطنية لرياضة الجامعات، 1955.

وفي عام 1934 اعتزل جرانج احتراف كرة القدم، ولكي يجني المال تقلد العديد من الوظائف من ضمنها: محاضر لتحفيز الجماهير ومعلق رياضي. وفي العقد السادس من القرن العشرين علق جرانج على مباريات شيكاغو بيرز في التليفزيون، كما تولى لاحقًا مهمة التعليق من خلال شبكة تليفزيون الـ (إن بي سي) على المباريات التي تخوضها فرق الجامعات على مدار الأسبوع. تزوج جرانج من زوجته مارجريت، الملقبة بمجس (Muggs)، في عام 1941، وأكملا حياتهما سويًا حتى وافته المنية عام 1991. كانت مارجريت تعمل كـمضيفة جوية، وتقابلا لأول مرة على متن الطائرة. لم يُرزق الزوجان بأطفال. ولكن جرانج كان لديه طفلة على قيد الحياة تُدعى روزماري موريسي. ولدت روزماري عام 1928 من علاقة سابقة له مع هيلين فلوزاك.
أصيب جرانج بـمرض باركنسون في العام الأخير من حياته ووافته المنية في 28، يناير عام 1991 بمدينة ليك ويلز، فلوريدا.

## الإرث

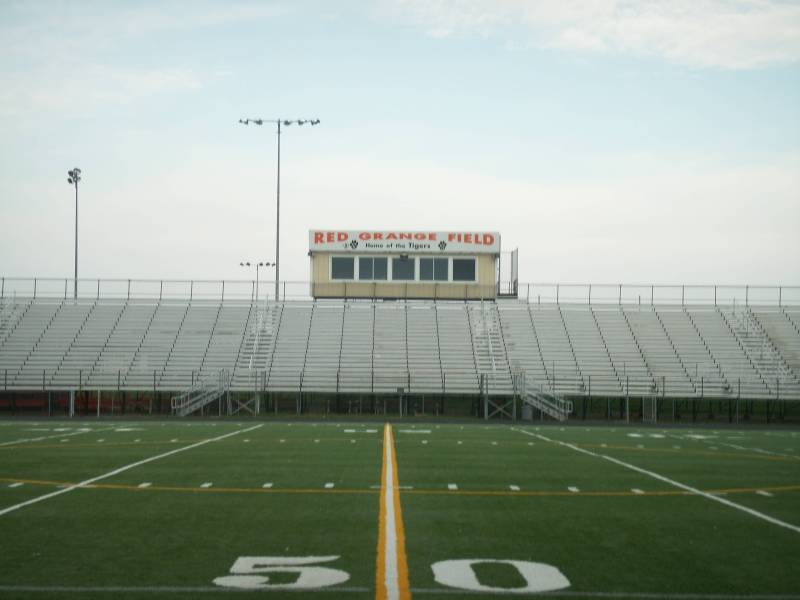
ملعب ريد جرانج بـمدرسة ويتون وارينفل الجنوبية الثانوية، والذي سُمي باسمه تكريمًا له

- نُشِرَت السيرة الذاتية لجرانج أول مرة في عام 1953 تحت عنوان قصة ريد جرانج. نشر إيرا مورتون، وهو كاتب عمود صحفي من ولاية شيكاغو، الكتاب الذي تضمن سيرة جرانج الذاتية كما رويت له.
- وفي محاولة منها لإحياء الذكرى المائة لدوري الجامعات اختارت رابطة كتاب كرة القدم الأمريكية أعضاء الفريق الشرفي الذي يمثل أمريكا في كل وقت. وكان جرانج هو الاختيار الوحيد الذي أجمعت عليه الرابطة. حصل جرانج عام 1999 على المركز رقم 80 في القائمة التي تختارها مجلة أخبار الرياضة (The Sporting News) لأفضل مائة لاعب كرة قدم. كما حصل في عام 2008 على المرتبة# الأولى في القائمة التي تختارها شبكة تليفزيون إي إس بي إن الأمريكية لأفضل خمسة وعشرين لاعبًا في تاريخ دوري كرة القدم للجامعات.
- وفي 15 يناير عام 1978 وأثناء مباراة الـسوبر بول XII أصبح جرانج هو أول شخص بخلاف حكم المباراة يقوم بـقذف العملة في مباراة الـسوبر بول.
- وفي عام 2011 تم اختيار جرانج ليحصد# المركز الأول في قائمة الـ «بيج تن أيكونز» التي تصدرها شبكة بيج تن.
- نصبت الكلية التي درس بها جرانج تمثالاً له يصل ارتفاعه إلى اثني عشر قدمًا وذلك تكريمًا لإنجازاته مع جامعة إلينوي. أصبح التمثال جاهزًا مع بداية الموسم الكروي 2009.
- زار جرانج عام 1931 مدرسة أبينجتون الثانوية الموجودة في أبينجتون، بنسلفانيا، وهي إحدى ضواحي مدينة فيلادلفيا. وبعد فترة وجيزة من زيارته اتخذت المدرسة لقب الشبح الراكض اسمًا لها وذلك تكريمًا له.[10] كما سُمي فريق مدرسة ويتون وارينفل الجنوبية الثانوية لكرة القدم على شرفه وأصبح يعرف بفريق «ذا ويتون وارينفيل ساوذ ريد جرانج تايجرز»(The Wheaton Warrenville South Red Grange Tigers).
- تستضيف فرق العدو وألعاب القوى التابعة لمدرسة ويتون وارينفل الجنوبية الثانوية ريد جرانج سنويًا تكريمًا له على إنجازاته في مسابقات الجري وألعاب القوى.

## في الثقافة الشعبية
- وفي أغنية "حاملة رأسها تحت ذراعها "التي أصدرها فريق البوب الثلاثي ذا كينجستون تريو ضمن ألبوم سولد أوت تخيل الحراس في برج لندن بشبح آن بولين يخيم على القلعة وهي حاملة رأسها التي تم قطعها عن طريق قذيفة كروية من قبل ريد جرانج تحت ذراعها.
- كانت قصة فيلم ليذرهيدز الذي صدر عام 2008 وقام ببطولته كل من جورج كلوني، وجون كرازينسكي، ورينيه زيلويغر مقتبسة من حياة جرانج.[بحاجة لمصدر]
- كان جرانج هو أول لاعب كرة قدم تظهر صورته كعلامة تجارية على أحد منتجات الطعام التي تصدرها شركة جنرال ميلز.[11]

## وصلات خارجية
- ريد جرانج على موقع مرجع كرة القدم المحترفة.كوم (الإنجليزية)

- ريد جرانج على موقع IMDb (الإنجليزية)
- ريد جرانج على موقع الموسوعة البريطانية (الإنجليزية)
- ريد جرانج على موقع إن إن دي بي (الإنجليزية)
- ريد جرانج على موقع قاعدة بيانات الفيلم (الإنجليزية)
- Biography from an إي إس بي إن website
- New York Times Obit